# Багатомисний острів
Багатоми́сний о́стрів (рос. Многомысный остров) — невеликий острів у морі Лаптєвих, є частиною островів Петра. Територіально належить до Красноярського краю, Росія.
Розташований біля східного узбережжя півострова Таймир на північ від острова Південного. Із заходу острів омивається протокою Мод яка відмежовує його від острова Північного.
Острів має неправильну порізану форму, витягнутий із півночі на південь. Оточений мілинами.
Відкрито 16 серпня 1739 року експедицією Х. П. Лаптєва. З журналу експедиції: «Прийшли до губи, яка іменована Петровською, а в ній острів, який іменований Святого Петра». Помічені були й два дрібних острівці біля північного берега острова Петра, які згодом Харитон Лаптєв помістив на свою карту. У тексті «Опису...» Лаптєв поширив назву Петра і на них: «Острова Петра, їх три» (на сучасних картах ці два острівці дістали власні назви: острів Клешня та острів Многомисний — за їхньою конфігурацією).

## Топографічні карти
- Аркуш карти T-49-XXXIV,XXXV,XXXVI устье р. Неизвестная. Масштаб: 1 : 200 000. Видання 1987 р. (рос.)